# Campus cyber
Le Campus cyber est une institution qui a pour objectif de développer un écosystème autour de la cybersécurité. Il est situé à Puteaux, dans le quartier de La Défense en région parisienne, en France au sein de la tour Eria.

## Présentation
Le Campus cyber est un site dédié à la cybersecurité, situé à La Défense dans la tour Eria,.
D'autres campus cyber régionaux existent ailleurs en France : Lyon, Lille, Bordeaux, Caen, Rennes et Marseille (Euromed). Le Campus cyber de La Défense étant considéré comme l'entité nationale.
Le Campus cyber accueille des acteurs nationaux et internationaux du secteur tels que Gatewatcher. Des partenariats sont mis en place avec des entreprises. En 2023, Epita y ouvre une formation en cybersécurité.
Le Campus cyber propose aussi des programme spéciaux à destination des autorités locales pour les aider dans la protection de leurs systèmes informatiques. Dans le cadre d'opération de sensibilisation par exemple, plusieurs types d'entités peuvent travailler ensemble au Campus cyber, comme les agences ministérielles, les entreprises, des organes militaires ou de hackers.

## Histoire
Le 15 février 2022, le Campus cyber est inauguré.
En juin 2023, l'institution publie son premier baromètre régional de la cybersécurité.
Fin 2024, le Campus cyber a un résultat net de 800 000 euros et dispose de 20 millions de trésorerie.
Fin mars 2025, Joffrey Célestin-Urbain, chef du Service de l’information stratégique et de la sécurité économiques à Bercy, remplace Michel Van Den Berghe, auparavant directeur général d’Orange Cyberdefense, à la présidence du Campus cyber.